# Michael D. Higgins
Michael Daniel Higgins, irl. Mícheál D. Ó hUiginn (ur. 18 kwietnia 1941 w Limerick) – irlandzki polityk, senator w latach 1973–1977 oraz 1983–1987, deputowany do Dáil Éireann z ramienia Partii Pracy w latach 1981–1982 oraz 1987–2011. Minister sztuki, kultury i Gaeltachtu od 1993 do 1994 oraz od 1994 do 1997. Dziewiąty prezydent Irlandii od 11 listopada 2011.

## Życiorys

### Młodość i edukacja
Michael D. Higgins urodził się w 1941 w Limerick. Jego ojciec pracował w barze w Charleville; brał udział w wojnie o niepodległość, wskutek czego utracił pracę i zmuszony był zmienić miejsce zamieszkania, osiedlając się wraz z rodziną w Limerick. Z powodu pogorszenia się jego stanu zdrowia (co było związane z nadużywaniem alkoholu), a w związku z tym również sytuacji materialnej, rodzina oddała pięcioletniego Michaela D. Higginsa i jego czteroletniego brata na wychowanie do ciotki i wuja mieszkających w Newmarket-on-Fergus w hrabstwie Clare.
W poszukiwaniu pracy przeniósł się do Galway, podjął ją w firmie energetycznej Electricity Supply Board. W wolnym czasie pisał poezję. Przez działalność w Legionie Maryi poznał Redmonda Corbetta, który zdecydował się na udzielenie mu pożyczki w wysokości 200 funtów na podjęcie studiów. Dzięki temu, w wieku 20 lat, rozpoczął naukę na National University of Ireland w Galway. W trakcie studiów zdobył stypendium, a także był przewodniczącym rady studenckiej. Poznał w tym czasie Sabinę Coyne, z zawodu aktorkę teatralną, z którą zawarł związek małżeński i z którą ma czworo dzieci, w tym polityk Alice-Mary Higgins.

### Działalność polityczna
W czasie studiów na National University of Ireland pełnił funkcję przewodniczącego młodzieżówki Fianna Fáil, jednak wkrótce potem zmienił przynależność partyjną i wstąpił do Partii Pracy. Z jej ramienia w wyborach parlamentarnych w 1969 i 1973 bezskutecznie ubiegał się o mandat deputowanego. W latach 1973–1977, z nominacji premiera Liama Cosgrave'a, sprawował mandat senatora. W wyborach w 1977 ponownie nie dostał się do parlamentu. Dopiero w wyborach parlamentarnych w 1981 uzyskał po raz pierwszy mandat deputowanego do Dáil Éireann z okręgu Galway West, jednak w przedterminowych wyborach z listopada 1982 nie uzyskał reelekcji. W 1983 jako kandydat Nationial University of Ireland zasiadł raz jeszcze w Seanad Éireann. W 1979 oraz w 1984 bez powodzenia brał udział w wyborach do Parlamentu Europejskiego.
W 1987 po raz drugi wybrany w skład Dáil Éireann, od tamtego czasu uzyskiwał reelekcję w pięciu kolejnych wyborach (w 1989, 1992, 1997, 2002 i 2007), sprawując mandat deputowanego nieprzerwanie do 2011. Dodatkowo od 1981 do 1982 oraz od 1990 do 1991 pełnił funkcję burmistrza Galway.
Dwukrotnie, od stycznia 1993 do listopada 1994 oraz od grudnia 1994 do czerwca 1997, zajmował stanowisko ministra sztuki, kultury i Gaeltachtu, najpierw w rządzie Alberta Reynoldsa, a następnie w rządzie Johna Brutona, w których Partia Pracy odgrywała rolę koalicjanta. Jako minister doprowadził do powstania irlandzkojęzycznej telewizji TG4, powołania na nowo państwowego instytutu filmowego (Irish Film Board) oraz usunięcia kontrowersyjnych przepisów o cenzurze z ustawy medialnej. Doprowadził również do rewitalizacji szlaków wodnych, w tym połączenia Wielkiego Kanału z Royal Canal.
Na arenie międzynarodowej działał na rzecz praw człowieka i rozwoju w takich krajach jak Nikaragua, Salwador, Kambodża, Irak, Somalia, Peru, Sahara Zachodnia, Timor Wschodni oraz Chile. W 1992 został odznaczony Seán MacBride Peace Prize przez Międzynarodowe Stałe Biuro Pokoju.
We wrześniu 2010 ogłosił zamiar ubiegania się o nominację Partii Pracy w najbliższych wyborach prezydenckich. Już w 1997 był wymieniany jako jeden z potencjalnych kandydatów na to stanowisko, jednak wówczas (podobnie jak w 2004) Partia Pracy nie wysunęła własnego kandydata. W czerwcu 2011 został oficjalnym kandydatem Partii Pracy w wyborach prezydenckich w październiku 2011.
W głosowaniu z 27 października zajął pierwsze miejsce, zdobywając 39,6% głosów poparcia (701 tys. głosów) w pierwszej turze liczenia głosów. Jego najbliższy rywal, Seán Gallagher, uzyskał wówczas 28,5% głosów poparcia (505 tys.). W ostatniej turze liczenia głosów Michaela D. Higginsa poparło 61,6% głosujących (1,007 mln głosów), a Seána Gallaghera 38,4% głosujących (628 tys.). Urząd prezydenta objął 11 listopada 2011. Na stanowisku zastąpił Mary McAleese, zajmującą je od 1997.
W 2018 ubiegał się o reelekcję w kolejnych wyborach prezydenckich, uzyskując poparcie licznych środowisk politycznych. 26 października zajął pierwsze miejsce w tych wyborach, otrzymując 55,8% głosów poparcia w pierwszej turze liczenia głosów (823 tys. głosów) i tym samym zapewniając sobie reelekcję na drugą kadencję.